# Amazon Standard Identification Number
Pour les articles homonymes, voir ASIN.
L'Amazon Standard Identification Number (ASIN, littéralement « numéro d'identification standard Amazon ») est un code d'identification de produit utilisé par Amazon.com.

## Utilisation
Chaque produit vendu par Amazon et ses filiales est doté d'un numéro ASIN unique. Si un livre possède déjà un numéro ISBN, alors dans ce cas les numéros ASIN et ISBN sont parfois les mêmes ; les livres qui n'ont pas d'ISBN et les autres produits se voient quant à eux attribuer un nouveau numéro lorsqu'ils sont ajoutés au catalogue.
L'ASIN est notamment utilisé pour construire les URL des fiches descriptives des produits. Il fait partie des informations techniques relatives à un produit. Il est possible de faire une recherche interne à partir d'un numéro ASIN, et dans la plupart des cas, d'obtenir le code EAN correspondant à l'aide d'un outil de conversion.
L'ASIN n'est pas un standard, son utilisation se limite aux filiales du groupe Amazon.

## Critique
L'ASIN est critiqué par des partisans de la culture libre, à l'instar de Jimmy Wales, fondateur de Wikipédia, qui a présenté l'ASIN comme un exemple d'identifiant propriétaire, qui rend captifs les producteurs de contenu, en particulier les plus petits. Wales a proposé la création d'une alternative libre, dans laquelle les producteurs pourraient enregistrer les identifiants de leurs produits en l'échange d'une redevance visant à couvrir les frais, sans contrôle propriétaire, et la base de données qui en résulterait serait sous licence libre.
Une très grande majorité des produits de grande consommation sont identifiés à l'aide des identifiants GS1, notamment par un Global Trade Item Number (GTIN) pour l'unité vendue au consommateur. La plupart des standards d'identifiants GS1 sont reconnus par l'Organisation internationale de normalisation (ISO). Plus d'un million d'entreprises dans le monde utilisent les standards GS1. L'organisation GS1 est présente dans plus de 110 pays. Elle fonctionne sur un mode non lucratif et est gouvernée sur une base paritaire par les fabricants et les distributeurs.